# Elecciones presidenciales de Estados Unidos de 1992
La elección presidencial de Estados Unidos de 1992 fue la contienda presidencial entre el nominado y presidente republicano George H.W. Bush; el demócrata Bill Clinton, gobernador de Arkansas; y el candidato independiente Ross Perot, un empresario texano.
Bush había enajenado gran parte de su base conservadora al romper su promesa de campaña de 1988 contra la recaudación de impuestos, cuando la economía se encontraba en una recesión, y Bush tuvo una mayor percepción, sobre la política exterior, en la cual era considerada por muchos como menos importante tras el colapso de la Unión Soviética y el clima relativamente de paz en el Medio Oriente después de la derrota de Irak en la primera guerra del Golfo.
El nominado demócrata, Bill Clinton, consiguió establecerse como el líder de un partido que había sido derrotado por gran margen en las tres elecciones presidenciales anteriores. De hecho, gracias a la división del voto de la derecha entre Bush y Perot, Clinton consiguió ganar las elecciones con un porcentaje de voto menor que el logrado por el perdedor de las elecciones de 1988, Michael Dukakis.

"Muralla azul". Estados ganados por los candidatos demócratas en todas las elecciones desde 1992 hasta 2012.

Las elecciones de 1992 supusieron un cambio en la tendencia de votos de diversas zonas del país. Se terminó, hasta la actualidad, la época de las mayorías aplastantes conseguidas por Reagan y Bush en los años 80, en las que ganaron casi todos los estados del país, y el voto se polarizó en distintas regiones de Estados Unidos, que desde 1992 han sido más fieles a uno de los dos partidos mayoritarios. De hecho, una serie de estados de la Costa Oeste, el Medio Oeste y el Nordeste comenzaron a ser fieles al Partido Demócrata durante más de veinte años, y fueron conocidos en conjunto como la muralla azul. El dominio demócrata en estos estados fue inquebrantable en estos estados durante dos décadas hasta que en 2016 el republicano Donald Trump ganó en tres de ellos.DATO CURIOSO ROSS PEROT NO GANO NINGÚN ESTADO DE LA UNIÓN AMERICANA

## Nominaciones

### Nominación Republicana
| Boleto del Partido Republicano de 1992           |                                                      |
| George Bush                                      | Dan Quayle                                           |
| Candidato a la Presidencia                       | Candidato a la Vicepresidencia                       |
|                                                  |                                                      |
| 41° Presidente de los Estados Unidos (1989–1993) | 44° Vicepresidente de los Estados Unidos (1989–1993) |
|                                                  |                                                      |

Candidatos republicanos:
- Patrick J. Buchanan, exasesor Sénior de discursos al Presidente Nixon de Virginia.
- George H.W. Bush, Presidente de los Estados Unidos.
- David Duke, Representante Estatal de Luisiana.
- Harold E. Stassen, ex Gobernador de Minnesota y candidato para las nominaciones de 1944, 1948, 1952, 1964, 1968, 1976, 1980, 1984 y 1988 de Pensilvania.

Periodista conservador Pat Buchanan fue el principal oponente del presidente Bush. Sin embargo, el mejor resultado de Buchanan fue en la primaria de Nueva Hampshire el 18 de febrero de 1992 - donde Bush ganó por un margen de error del 53-38%. El presidente Bush ganó por el 73% de todos los votos de las primarias, con 9,199,463 votos. Buchanan ganó 2 899 488 votos; los delegados no asignados fueron de 287 383 votos, y Duke ganó con 119 115 votos. Poco más de 100.000 votos fueron emitidos para todos los demás candidatos, la mitad de los cuales fueron votos de candidatos escritos para H. Ross Perot.
El presidente George H. W. Bush y el vicepresidente Dan Quayle ganaron fácilmente la nominación del Partido Republicano. Sin embargo, el éxito de la oposición conservadora obligó al "moderado Bush" para que se volviese más derechista que en 1988, para incorporar muchas tablas sociales conservadoras al partido plataforma. Bush permitió que Buchanan diera el discurso principal en la  Convención Nacional Republicana en Houston, y su discurso de la cultura de guerra alienando muchos moderados. David Duke también se postuló para la primaria republicana, pero no obtuvo tanto éxito en las elecciones. 
Con una intensa presión sobre el cede de los delegados de Buchanan, el recuento para presidente fue de la siguiente manera:
- George H.W. Bush 2166.
- Patrick J. Buchanan 18.
- exembajador Alan Keyes 1.

Vicepresidente Dan Quayle fue renominado por voto de voz.
La elección de 1992 fue la última con Stassen como candidato.

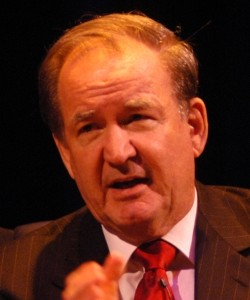
Pat Buchanan de Virginia, ex Asesor Senior de discursos al Presidente Nixon
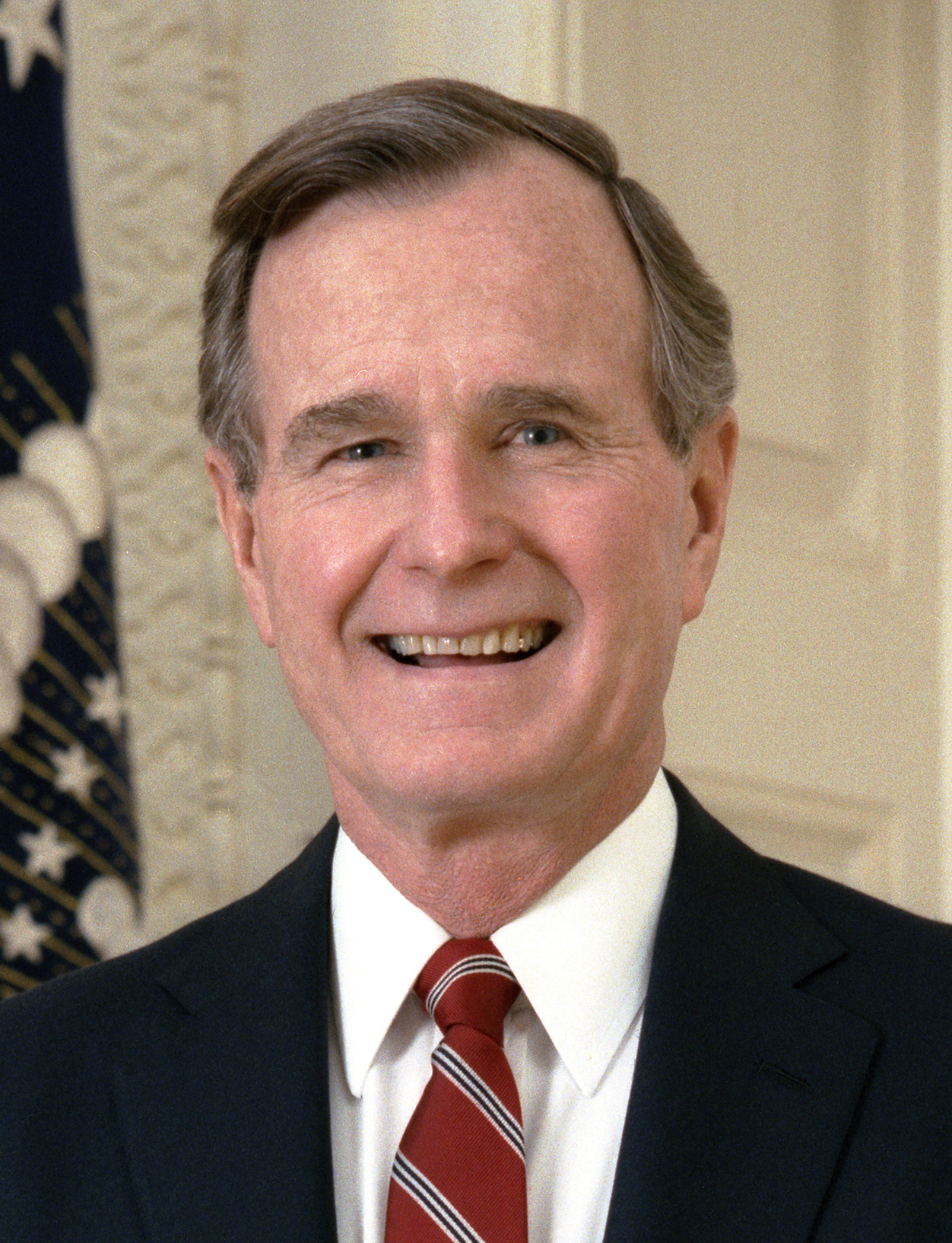
George H.W. Bush de Texas, Presidente de los Estados Unidos
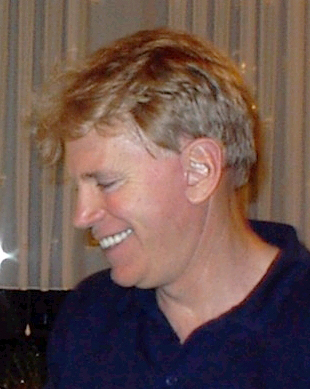
David Duke, Representante Estatal de Luisiana
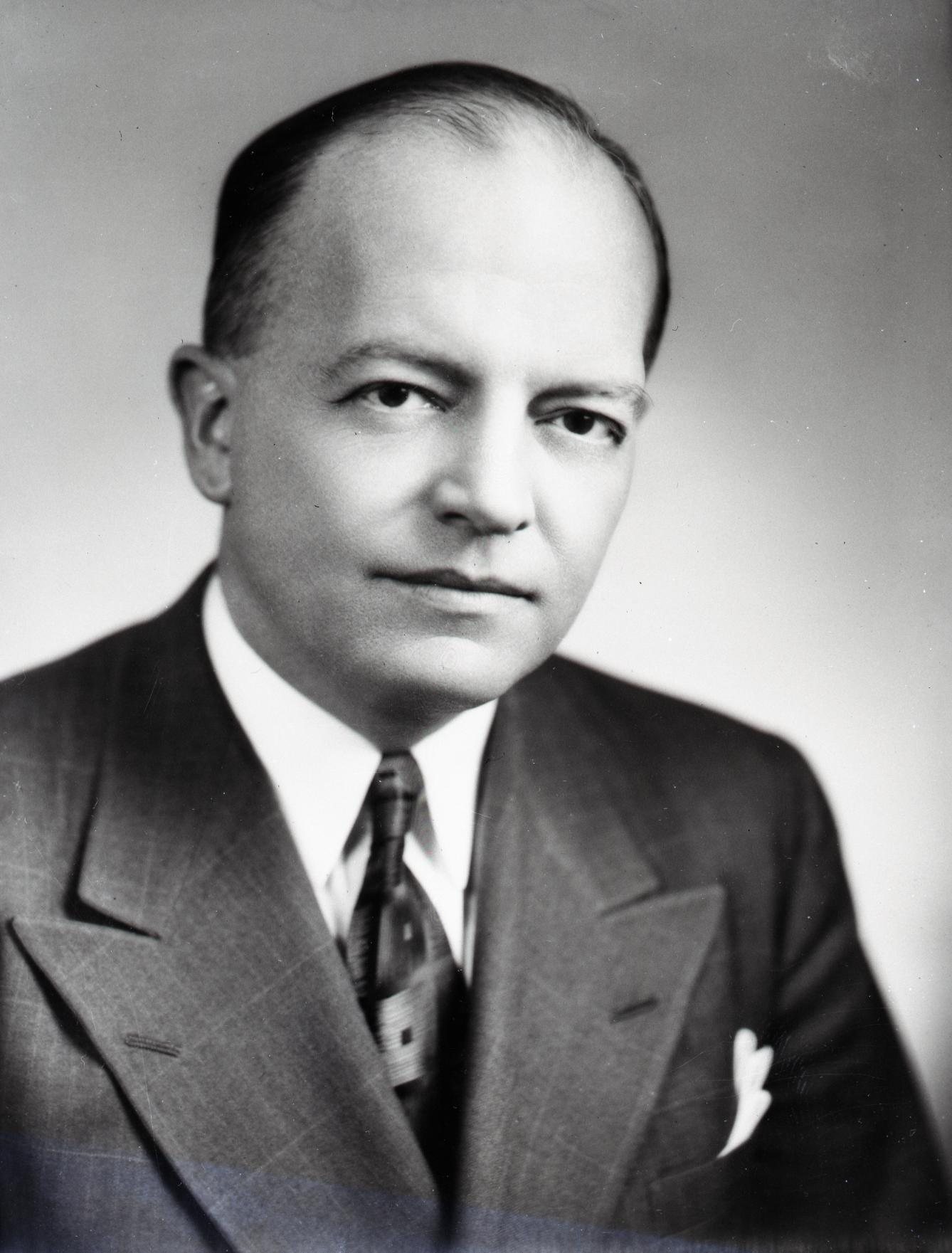
Harold Stassen, ex Gobernador de Minnesota

### Nominación del Partido Demócrata
| Boleto del Partido Demócrata de 1992                      |                                                         |
| Bill Clinton                                              | Al Gore                                                 |
| Candidato a la Presidencia                                | Candidata a la Vicepresidencia                          |
|                                                           |                                                         |
| 40.º y 42.º Gobernador de Arkansas (1979–1981, 1983–1992) | Senador de los Estados Unidos por Tennessee (1985-1993) |
|                                                           |                                                         |

En 1991, el presidente Bush tenía un índice de popularidad alta a raíz de la guerra del Golfo. Muchos Demócratas conocidos consideraron la carrera presidencial como perdida y decidieron no presentar sus candidaturas. Algunos de los candidatos no muy conocidos incluye a algunos no tan conocidos. Algunos de los candidatos que posiblemente hubiesen participado fueron:

#### Candidatos que participaron

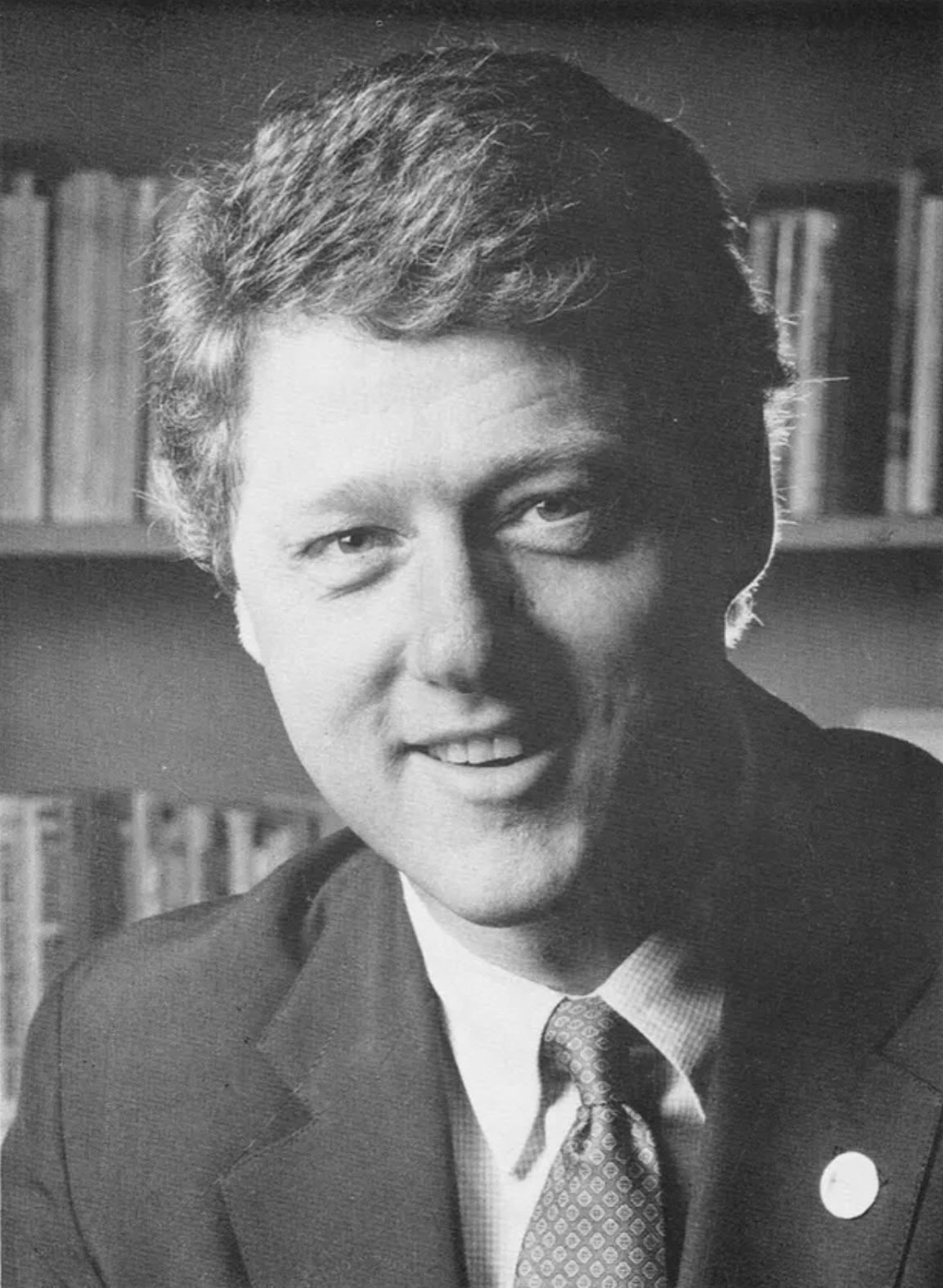
Gobernador Bill Clinton de Arkansas
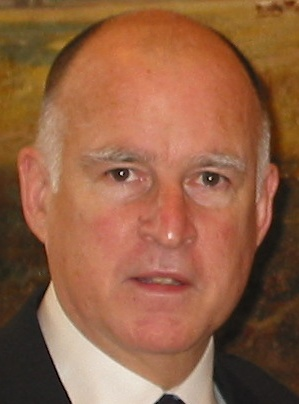
Ex Gobernador Jerry Brown de California
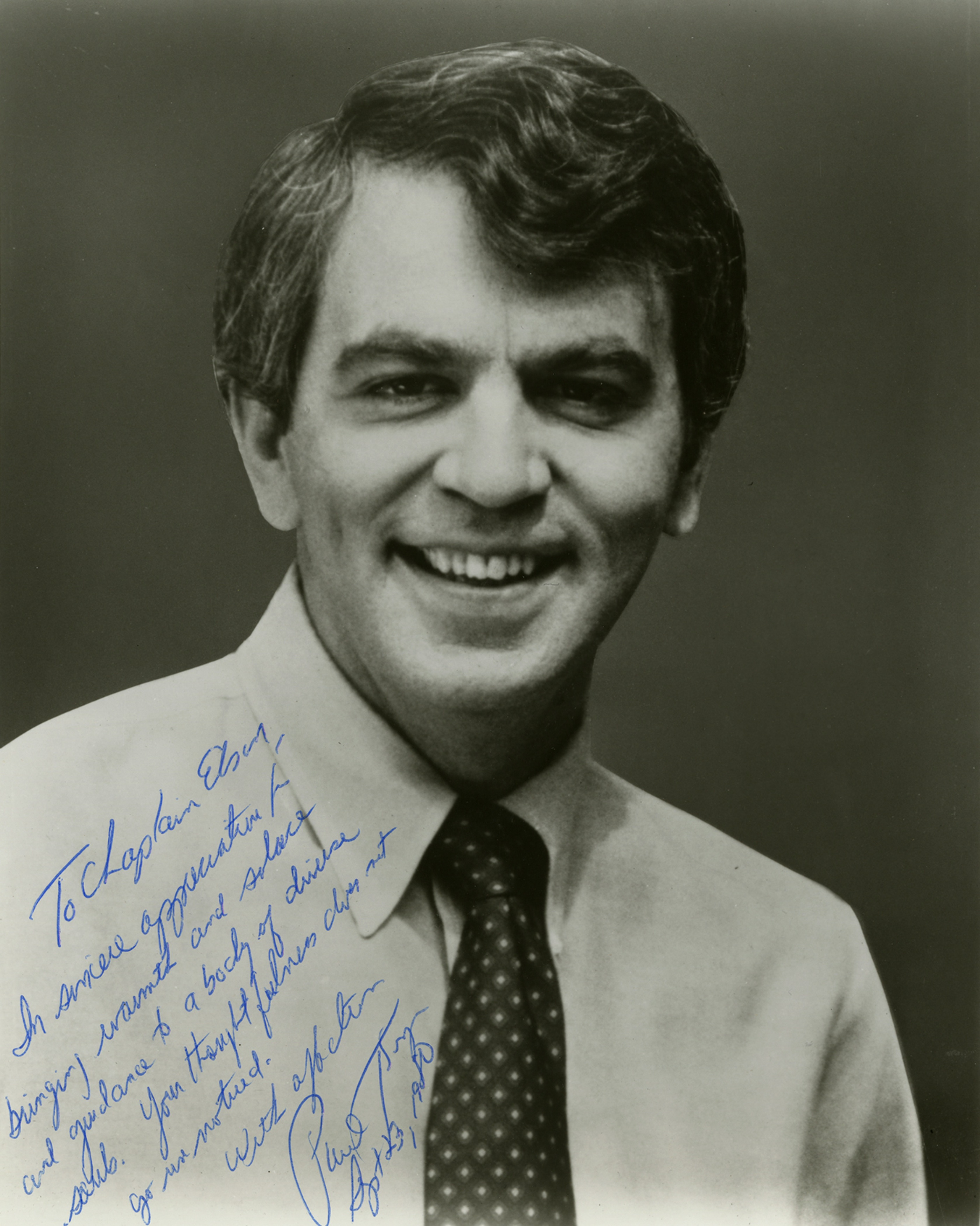
Ex Senador Paul Tsongas de Massachusetts
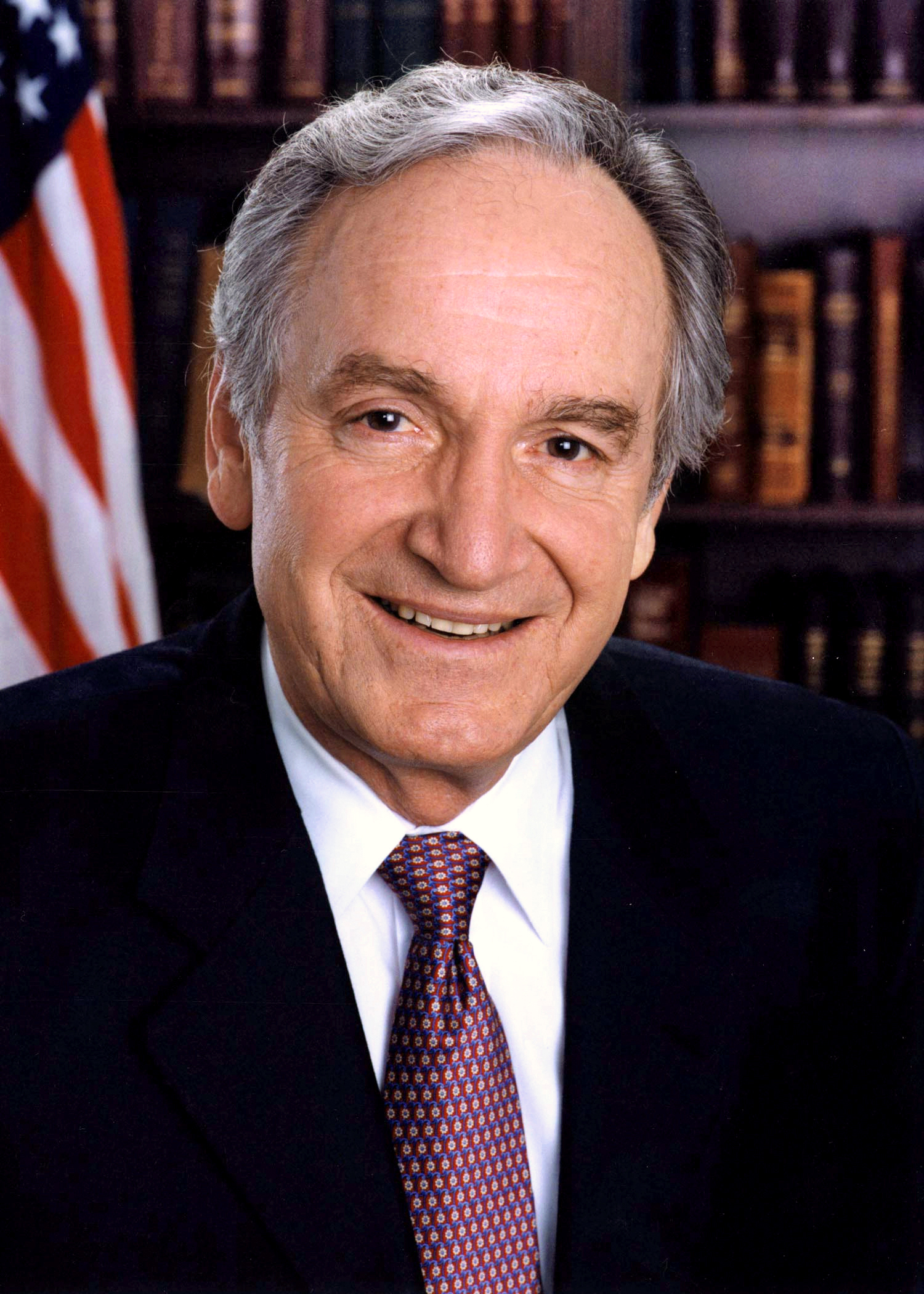
Senador Tom Harkin de Iowa
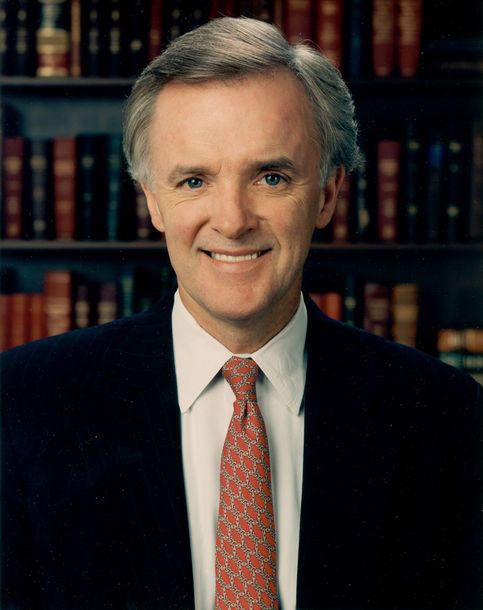
Senador Bob Kerrey de Nebraska
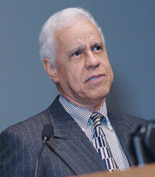
Gobernador Douglas Wilder de Virginia

#### Posibles candidatos que no se postularon

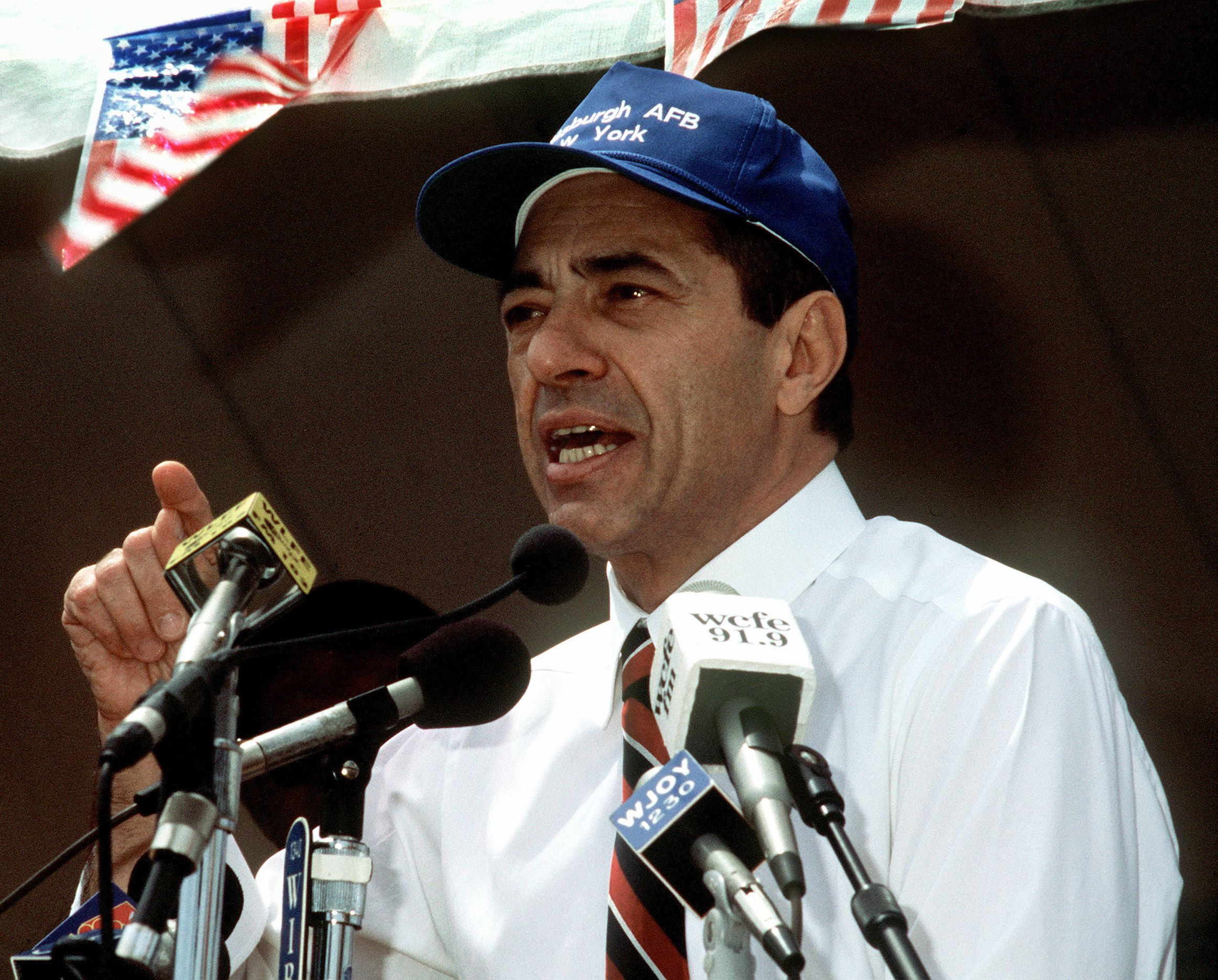
Gobernador Mario Cuomo de Nueva York
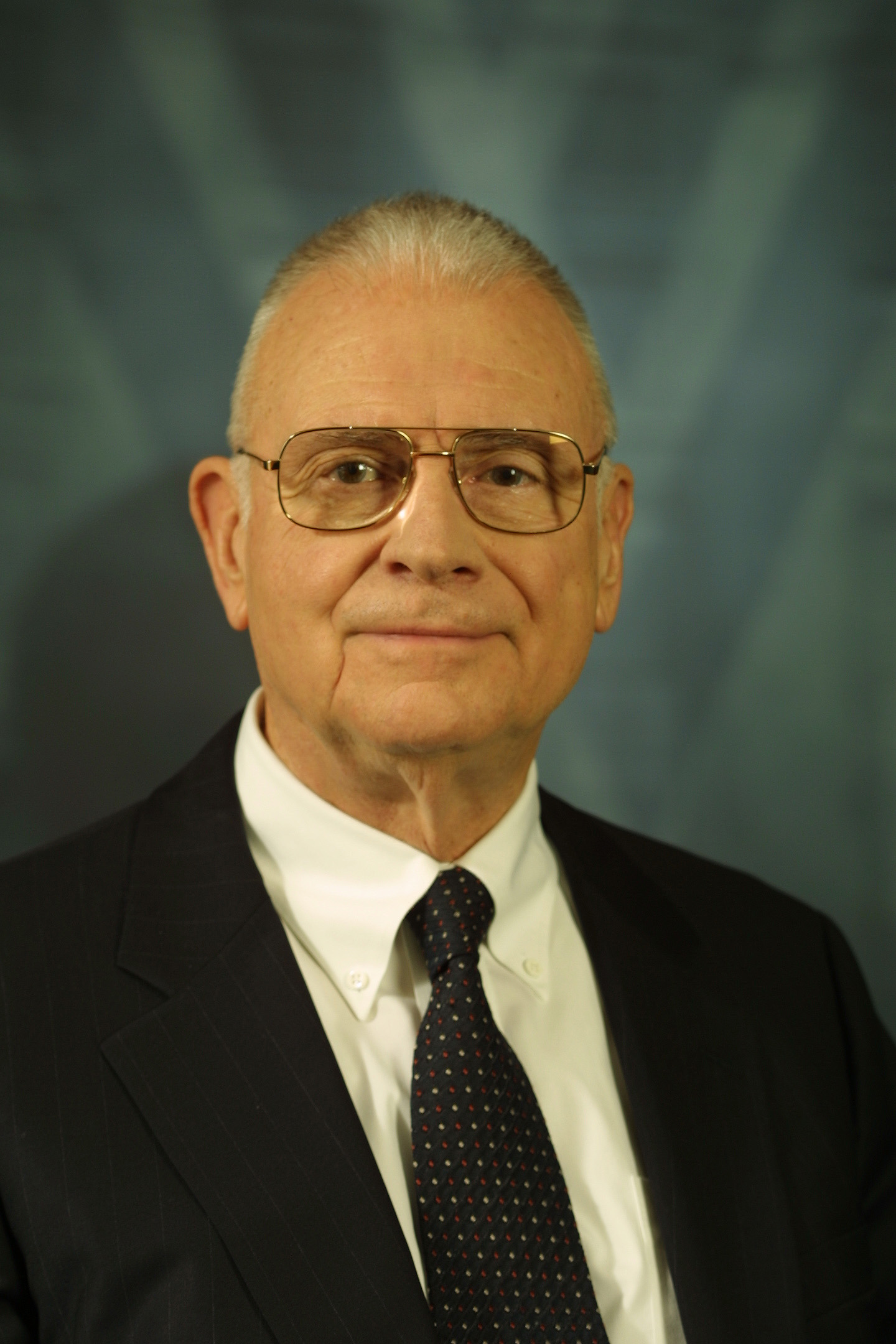
Representante Lee Hamilton de Indiana
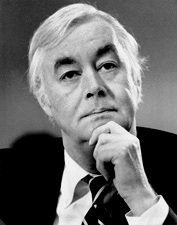
Senador Patrick Moynihan de Nueva York
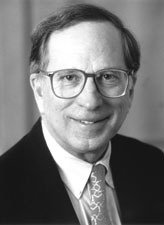
Senador Sam Nunn de Georgia
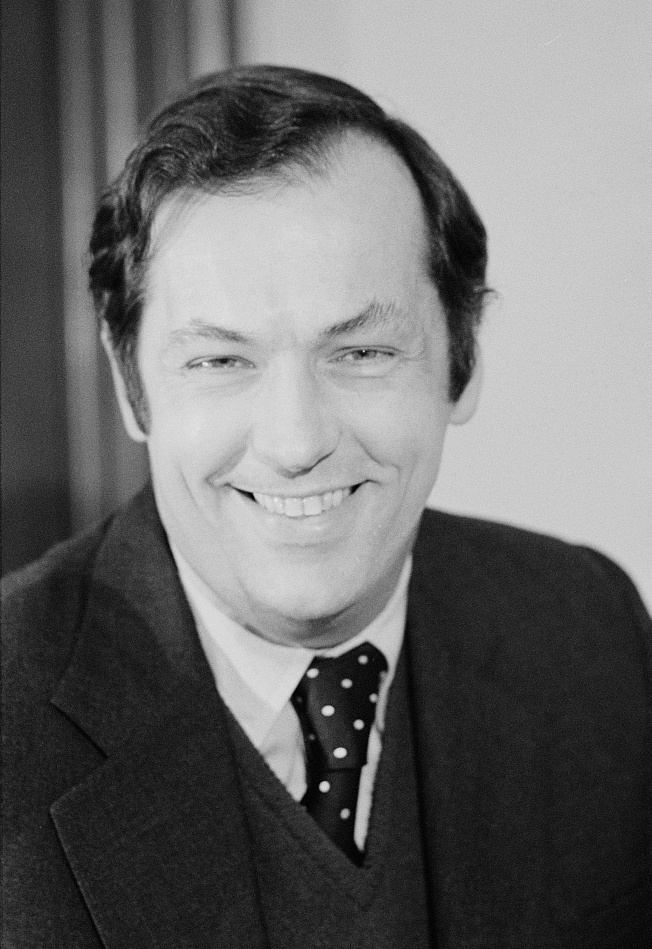
Senador Bill Bradley de  Nueva Jersey
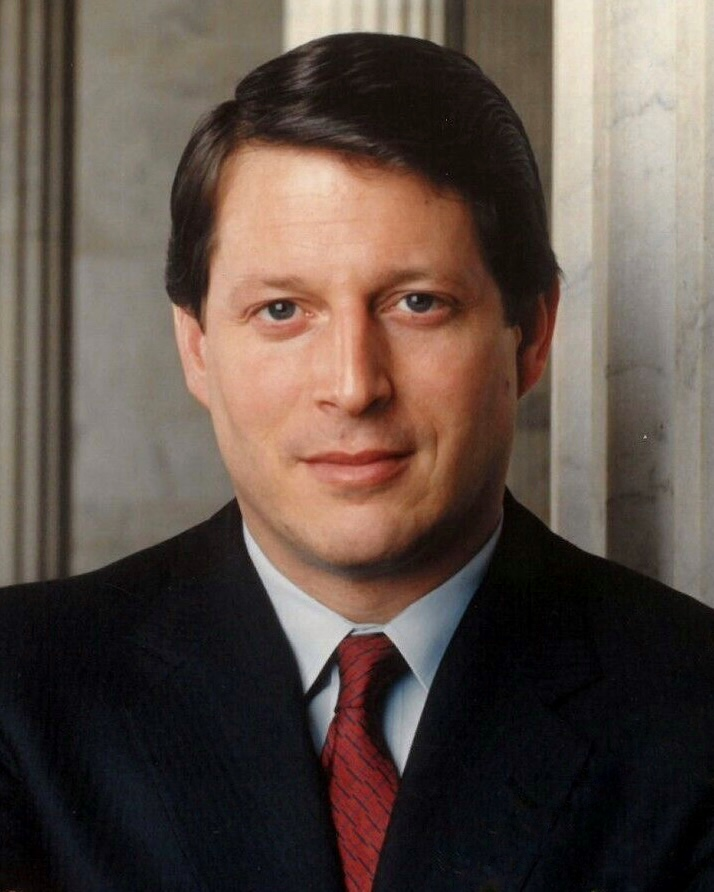
Senador Al Gore de Tennessee
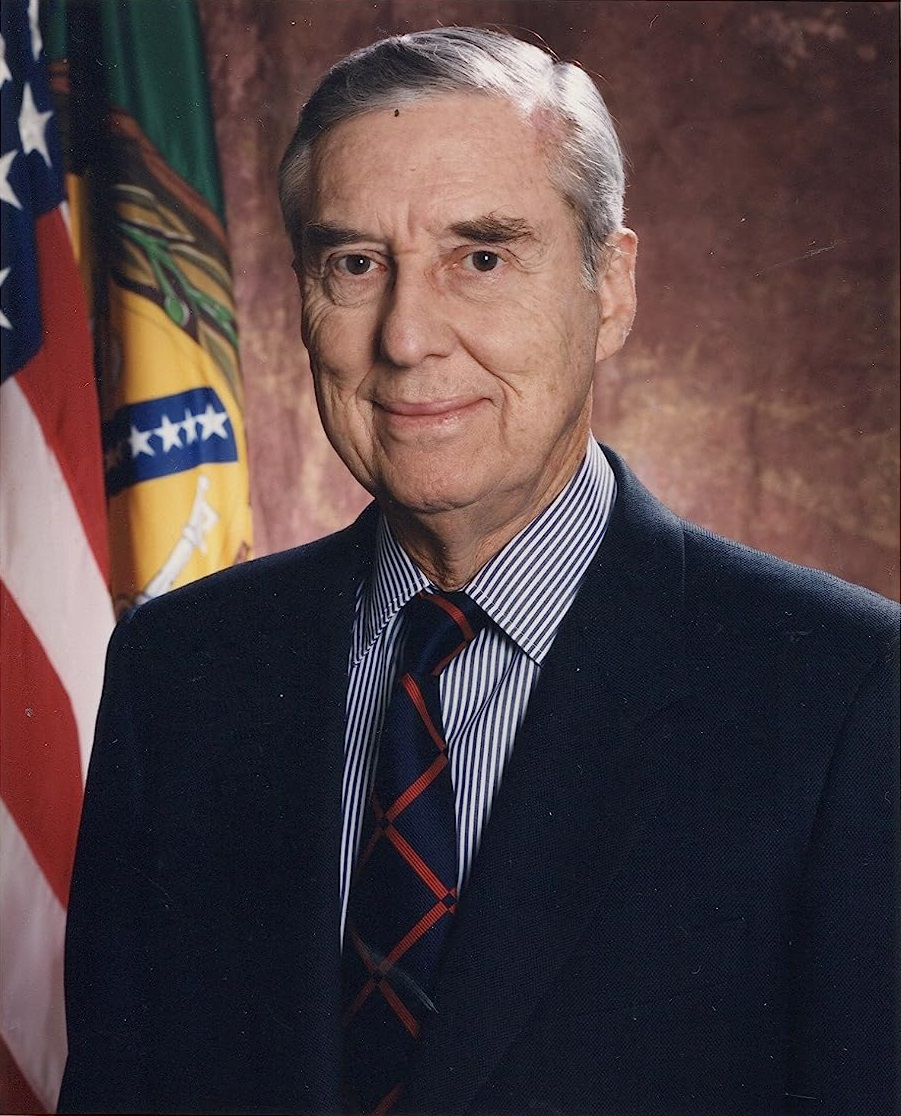
Senador Lloyd Bentsen de Texas
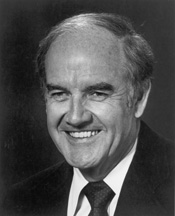
Ex senador George McGovern de Dakota del Sur
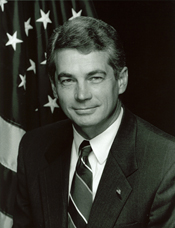
Representante Dave McCurdy de Oklahoma
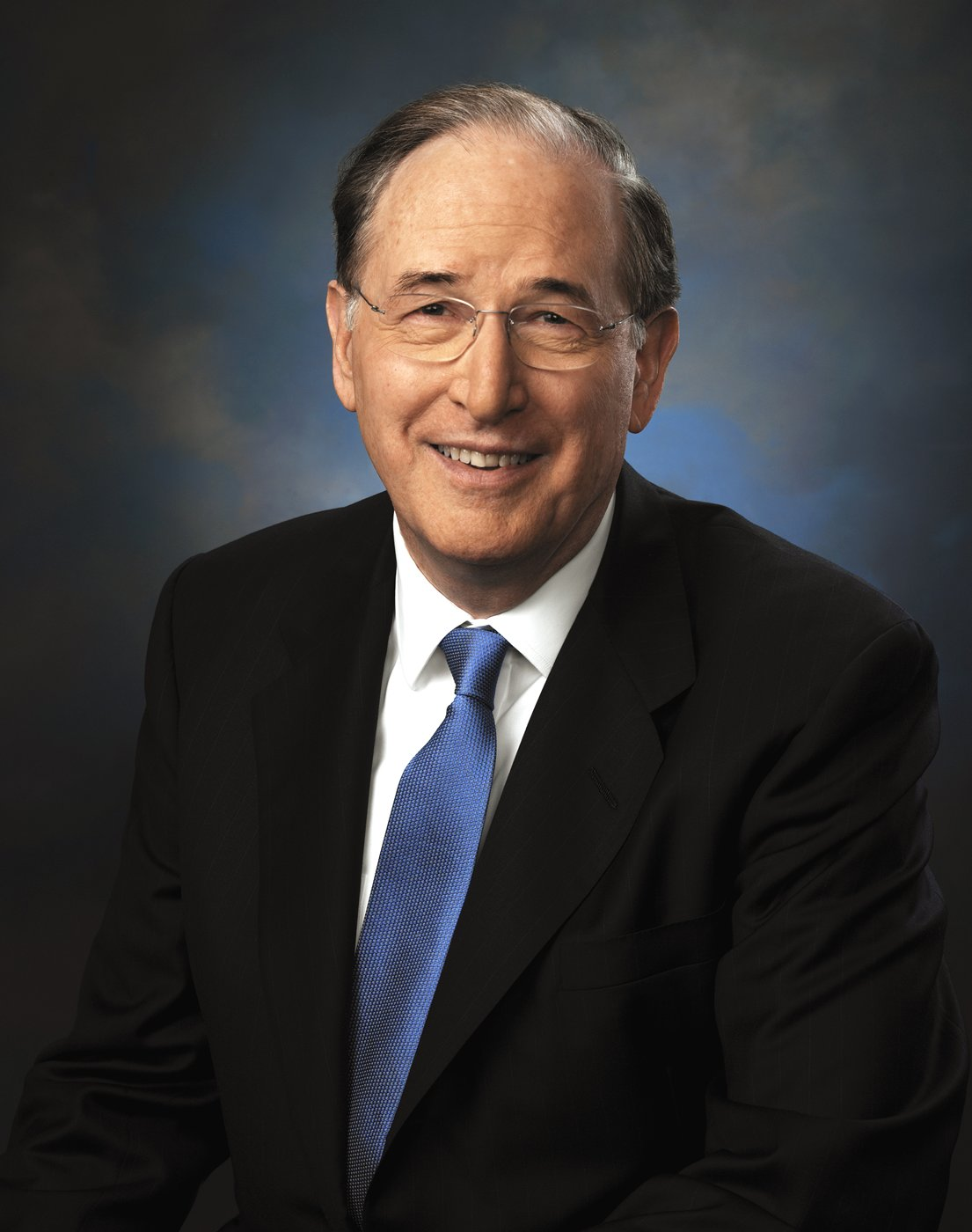
Senador Jay Rockefeller de Virginia Occidental
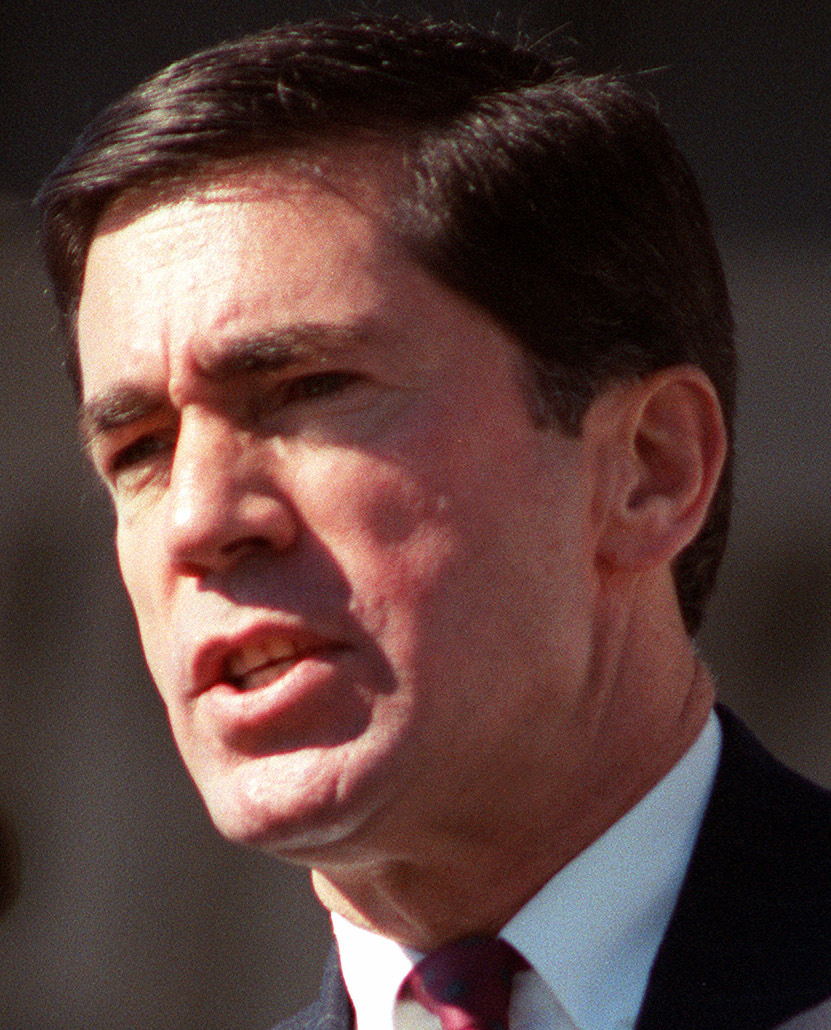
Senador Chuck Robb de Virginia
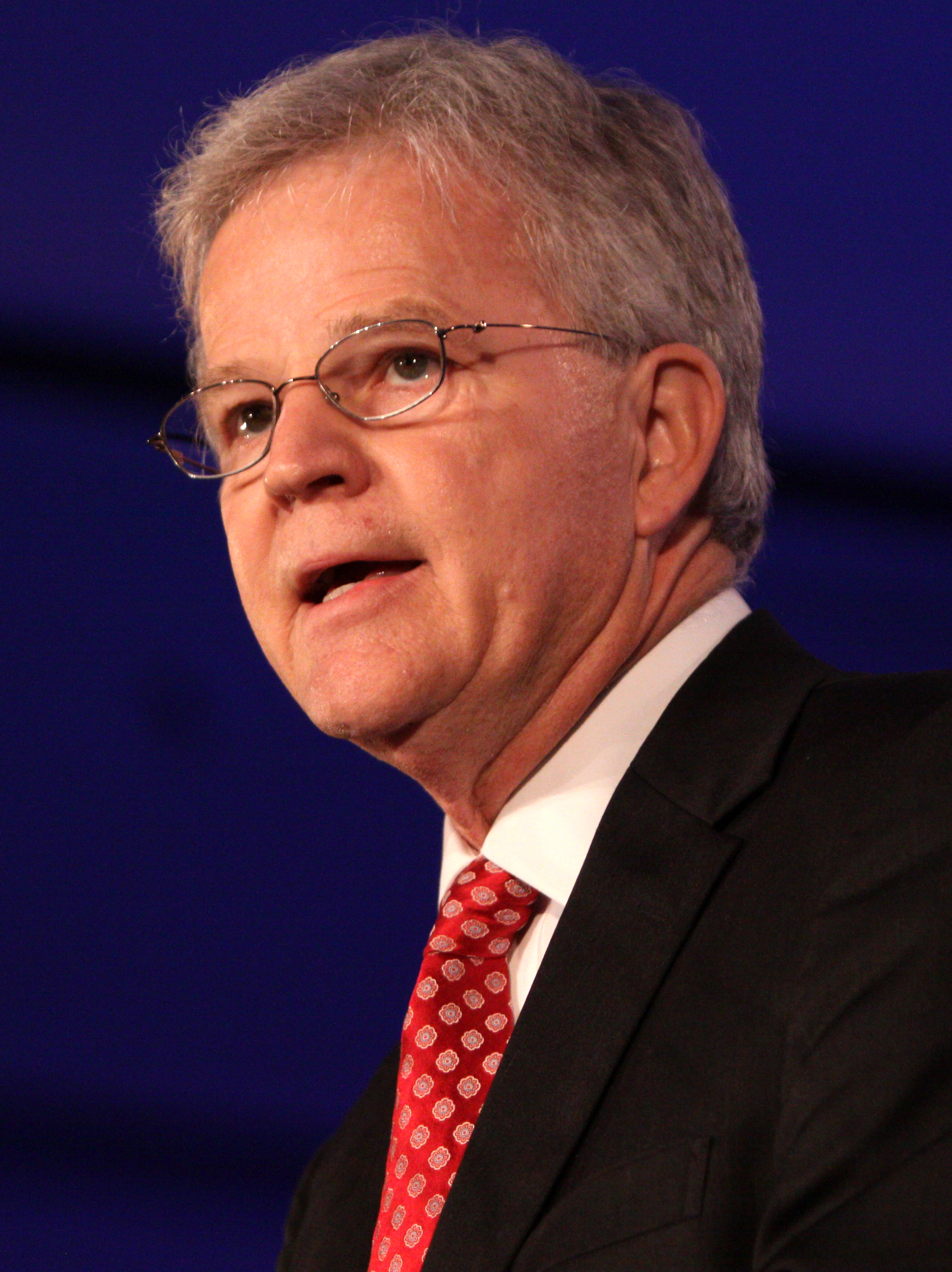
Ex Gobernador Buddy Roemer de Luisiana

### Candidatura de Ross Perot
| Boleto independiente de 1992                  |                                                    |
| Ross Perot                                    | James Stockdale                                    |
| Candidato a la Presidencia                    | Candidato a la Vicepresidencia                     |
|                                               |                                                    |
| Presidente y CEO de Perot Systems (1988–2009) | Presidente del Colegio de Guerra Naval (1977–1979) |
|                                               |                                                    |

## Resultados detallados
Era la primera vez desde la primera victoria electoral de Richard Nixon en 1968 que un candidato ganaba la elección presidencial sin la mayoría absoluta del voto popular; o sea, sin llegar al menos al 50 % de los sufragios. Pero aun así Clinton era presidente electo con una clara ventaja sobre Bush, que había fracasado en su aspiración reeleccionista.
| Candidato presidencial | Candidato presidencial     | Partido                | Estado natal           | Voto popular           | Voto popular           | Voto Electoral | Compañero de fórmula    | Estado natal del compañero | Voto electoral RM |
| Candidato presidencial | Candidato presidencial     | Partido                | Estado natal           | Conteo                 | Pct                    | Voto Electoral | Compañero de fórmula    | Estado natal del compañero | Voto electoral RM |
| ---------------------- | -------------------------- | ---------------------- | ---------------------- | ---------------------- | ---------------------- | -------------- | ----------------------- | -------------------------- | ----------------- |
|                        | William Jefferson Clinton  | Demócrata              | Arkansas               | 44 909 806             | 43,0%                  | 370            | Albert Arnold Gore, Jr. | Tennessee                  | 370               |
|                        | George Herbert Walker Bush | Republicano            | Texas                  | 39 104 550             | 37,4%                  | 168            | James Danforth Quayle   | Indiana                    | 168               |
|                        | Henry Ross Perot           | (ninguno)              | Texas                  | 19 743 821             | 18,9%                  | 0              | James Bond Stockdale    | California                 | 0                 |
|                        | Andre V. Marrou            | Libertario             | Alaska                 | 290 087                | 0,3%                   | 0              | Nancy Lord              | Nevada                     | 0                 |
|                        | James “Bo” Gritz           | Populista              | Nevada                 | 106 152                | 0.1%                   | 0              | Cy Minett               |                            | 0                 |
|                        | Lenora Fulani              | Partido Nueva Alianza  | Nueva York             | 73 622                 | 0,1%                   | 0              | Maria Muñoz             |                            | 0                 |
|                        | Howard Phillips            | Partido de Impuestos   | Virginia               | 43 369                 | 0,0%                   | 0              | Albion Knight, Jr.      |                            | 0                 |
| Otro                   | Otro                       | Otro                   | Otro                   | 152 516                | 0,1%                   | –              | Otro                    | Otro                       | –                 |
| Total                  | Total                      | Total                  | Total                  | 104 423 923            | 100 %                  | 538            |                         |                            | 538               |
| Necesitados para ganar | Necesitados para ganar     | Necesitados para ganar | Necesitados para ganar | Necesitados para ganar | Necesitados para ganar | 270            |                         |                            | 270               |

#### Estados cercanos
1. Georgia, 0,59%
2. Carolina del Norte, 0,79%
3. Nueva Hampshire, 1,22%
4. Ohio, 1,83%
5. Florida, 1,89%
6. Arizona, 1,95%
7. Nueva Jersey, 2,37%
8. Montana, 2,51%
9. Nevada, 2,63%
10. Kentucky, 3,21%
11. Texas, 3,48%
12. Dakota del Sur, 3,52%
13. Colorado, 4,26%
14. Wisconsin, 4,35%
15. Virginia, 4,38%
16. Luisiana, 4,61%
17. Tennessee, 4,65%

## Libros
- Abramowitz, Alan I. "It's Abortion, Stupid: Policy Voting in the 1992 Presidential Election" Journal of Politics 1995 57(1): 176-186. ISSN 0022-3816 in Jstor
- Alexander, Herbert E.; Anthony Corrado (1995). Financing the 1992 Election.
- Thomas M. Defrank et al. Quest for the Presidency, 1992 Texas A&M University Press. 1994.
- De la Garza, Rodolfo O.; Louis Desipio (1996). Ethnic Ironies: Latino Politics in the 1992 Elections.
- Goldman, Peter L.; et al. (1994). Quest for the Presidency, 1992.
- Jones, Bryan D. (1995). The New American Politics: Reflections on Political Change and the Clinton Administration.
- Steed, Robert P. (1994). The 1992 Presidential Election in the South: Current Patterns of Southern Party and Electoral Politics.